# Londji I
Londji I est un village côtier de la région du Sud du Cameroun, chefferie de 3e degré du groupement Batanga Nord dans l'arrondissement de Kribi IIe, département de l'Océan. 

## Géographie
Le village est situé à proximité du rivage sur la route nationale 7 (axe Edéa-Kribi) à 20 km au nord du chef-lieu communal Kribi.

## Population
En 1965 le village comptait 161 habitants, principalement des Batanga du groupe Bapoukou.
Lors du recensement de 2005, 1 279 habitants pour Londji I et 386 pour Londji II sont relevés.

## Langue
On y parle le Bapoukou, un dialecte du batanga.

## Cultes
La paroisse catholique Saint Claude de Londji relève de la zone pastorale Lokoundjé du diocèse de Kribi.